# Polidrupa

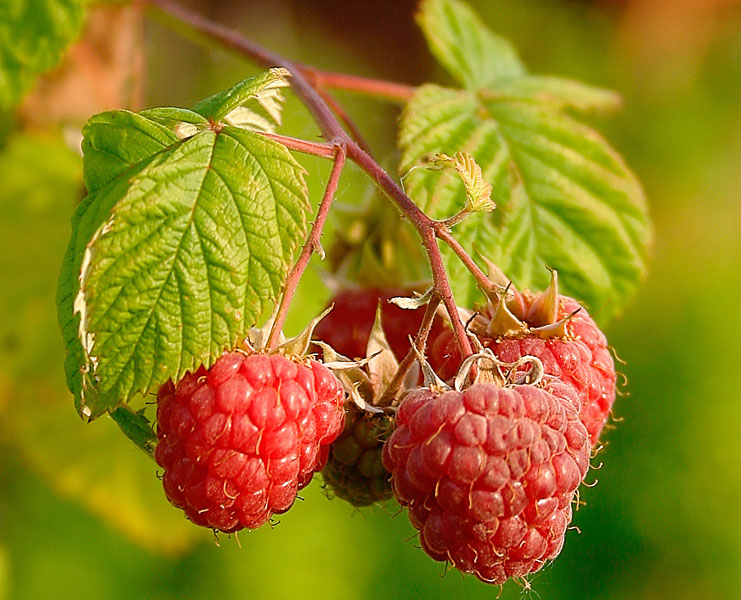
Els gerds són les polidrupes de la gerdera (Rubus idaeus)

Polidrupa o pluridrupa és un fruit múltiple o col·lectiu compost per petites drupes.
Es tracta d'un fruit pluricarpel·lar, és a dir que cada carpel es converteix en un fruit en forma de drupa. Totes aquestes drupes s'insereixen en un mateix receptacle. Les llavors, petites i nombroses, no són gairebé perceptibles en alguns tipus de polidrupes.
És una classe de fruit típic del gènere Rubus de la família de les rosàcies, per exemple són polidrupes la móra d'esbarzer i el gerd.